# Răzvan Raț
Răzvan Dincă Raț (Piatra-Olt, 1981. május 26. –) román válogatott labdarúgó. Posztját tekintve bal oldali védő.

## Pályafutása

### Klubcsapatokban
1998-ban a Rapid Bucureștiben mutatkozhatott be a román élvonalban. A fővárosi gárdánál 5 szezont töltött egyéves megszakítással, amikor is kölcsönben az  FCM Bacău együttesénél szerepelt. 2003-ban az ukrán Sahtar Doneck szerződtette, ahol hamar húzójátékossá vált. Az itt eltöltött 10 szezon alatt 7 bajnoki címet, 5 kupa és 3 szuperkupa győzelmet ünnepelhetett, ráadásul 2009-ben megnyerte az utolsó ízben kiírt UEFA-kupát is.
2013. május 21-én egyéves szerződést kötött az angol bajnokságban szereplő West Ham United csapatával.

### Válogatottban
A román U21-es válogatottban 1999 és 2002 között 16 alkalommal lépett pályára. A felnőtteknél 2002 februárjában mutatkozott be egy Franciaország elleni barátságos mérkőzésen.
A nemzeti csapat tagjaként részt vett a 2008-as Európa-bajnokságon.

#### Válogatottban szerzett góljai
| # | Dátum             | Helyszín                    | Ellenfél    | Eredmény | Végeredmény | Kiírás     |
| - | ----------------- | --------------------------- | ----------- | -------- | ----------- | ---------- |
| 1 | 2004. április 28. | Giulești, Bukarest, Románia | Németország | 2–0      | 5–1         | Barátságos |

## Külső hivatkozások
- Răzvan Raţ – az uefa.com honlapján
- Răzvan Raţ – a National-football-teams.com honlapján